# NGC 7793
NGC 7793 es una galaxia espiral barrada descubierta en 1783 por Caroline Herschel situada en la constelación de Sculptor, a 12,9 millones de años luz (3,94 megapársecs) de la Vía Láctea, lo que la sitúa entre las galaxias más cercanas al Grupo Local. Es también una de las galaxias aparentemente más grandes y brillantes aparentemente (con una magnitud aparente de 7,1 y unas dimensiones aparentes de 27,5'*6,8')

## Enlaces externos

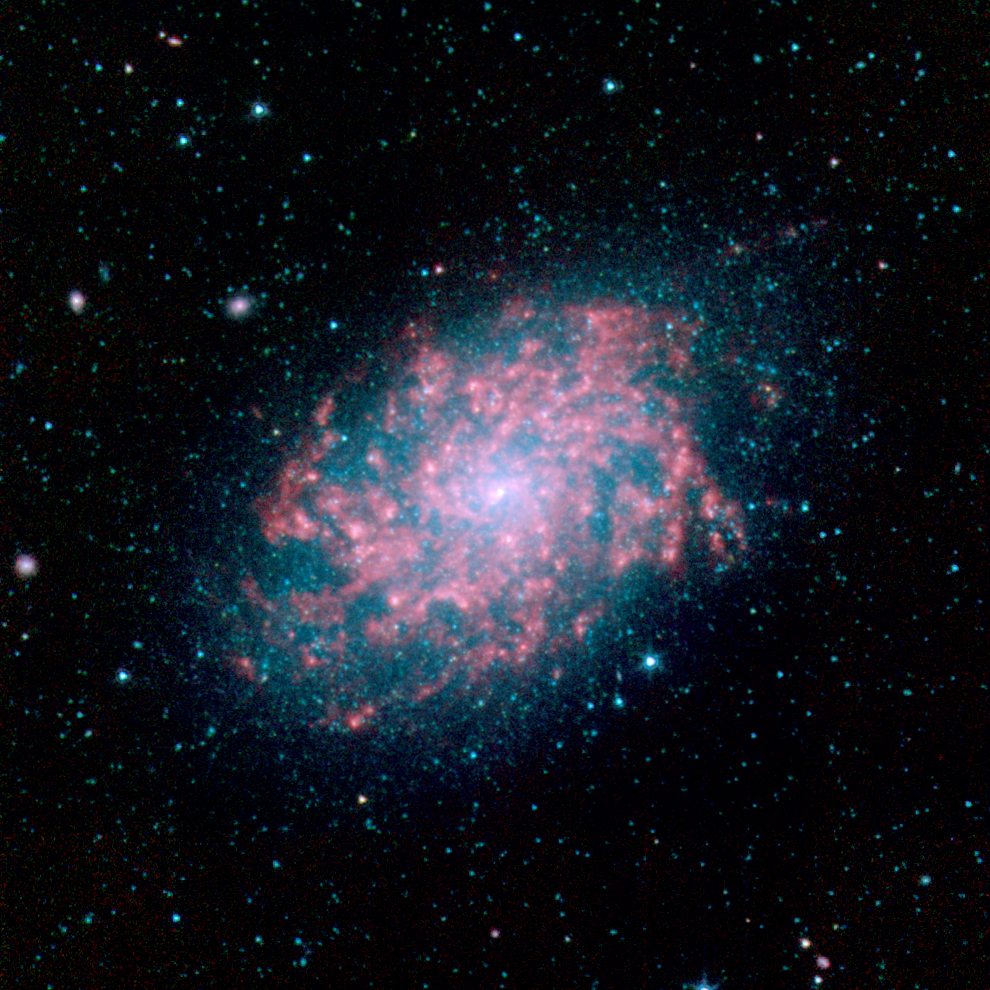
Imagen en Infrarrojo de NGC 7793, tomada por Spitzer.